# Oficiul Național de Statistici (Algeria)
Oficiul Național de Statistici (ONS, în franceză Office National des Statistiques, în arabă الديوان الوطني للإحصائيات) este serviciul oficial de statistică din Algeria, care se ocupă cu colectarea și publicarea statisticilor legate de economia, populația și societatea țării la nivel național și local. Sediul oficiului este în Alger.